# Heldenberg
Heldenberg  är en kommun  i Österrike. Den ligger i distriktet Hollabrunn i förbundslandet Niederösterreich. Kommunkontoret ligger i Kleinwetzdorf, 45 km nordväst om huvudstaden Wien.
Kommunen består av fem orter (Ortschaften) (inom parentes invånarantal 1 januari 2024):
- Glaubendorf (545)
- Großwetzdorf (422)
- Kleinwetzdorf (177)
- Oberthern (209)
- Unterthern (133)